# Bulgarische Sozialistische Partei
Die Bulgarische Sozialistische Partei (kurz BSP; bulgarisch Българска социалистическа партия, Balgarska sozialistitscheska partija, БСП) ist eine sozialdemokratische Partei in Bulgarien, die 1990 aus der Bulgarischen Kommunistischen Partei (BKP) hervorging. Sie ist Mitglied der Sozialistischen Internationale und der Sozialdemokratischen Partei Europas.

## Vorgeschichte
Die heutige Bulgarische Sozialistische Partei sieht sich in der Tradition der 1891 gegründeten Bulgarischen Sozialdemokratischen Partei (Българска социалдемократическа партия, BSDP), die sich 1894 mit der Bulgarischen Sozialdemokratischen Union (Български социалдемократически съюз, BSDS) zur Bulgarischen Sozialdemokratischen Arbeiterpartei (Българска работническа социалдемократическа партия, BRSDP) vereinigte. Diese wiederum spaltete sich 1903 in die klassenkämpferischen „Engsozialisten“ (тесни социалисти) und die reformistischen „Weitsozialisten“ (широки социалисти). Die „Engsozialisten“ traten 1919 der Kommunistischen Internationale bei und nannten sich Bulgarische Kommunistische Partei (BKP).
Wie in anderen Ostblockstaaten mussten die Sozialdemokraten sich 1948 unter sowjetischem Druck mit den Kommunisten vereinigen. Die BKP war die dominierende Partei in der 1946 ausgerufenen Volksrepublik Bulgarien. Sie wurde von 1954 bis zum 10. November 1989 von Todor Schiwkow geführt, der damit einer der am längsten amtierenden Parteichefs der RGW-Staaten war.
Die Forderung nach politischen Reformen, die Osteuropa 1989 überschwemmte, zwang Schiwkow zum Rücktritt. Der bisherige Außenminister Petar Mladenow löste Schiwkow im November 1989 sowohl im Amt des Generalsekretärs des ZK der BKP (Parteichef) als auch als Vorsitzender des Staatsrats (Staatsoberhaupt) ab. Unter seiner Führung bewegte sich die Partei in eine reformistische Richtung und gab den Marxismus-Leninismus auf. Am 15. Januar 1990 strich das Parlament die führende Rolle der BKP aus der Verfassung. Alexandar Lilow löste Mladenow im Februar 1990 als Parteichef ab, Andrei Lukanow wurde letzter Ministerpräsident der Volksrepublik.

## Gründung und erste Jahre (1990–1994)
Am 3. April 1990 benannte sich die BKP in Bulgarische Sozialistische Partei um. Die Partei hat sich jedoch nicht von ihrer kommunistischen Vergangenheit und den mit ihr verbundenen Verbrechen distanziert.
Bei der Wahl zur Verfassunggebenden Versammlung im Juni 1990, der ersten demokratischen Wahl nach dem Ende der kommunistischen Herrschaft, wurde die BSP mit 47,2 % der Stimmen und 211 der 400 Sitze stärkste Kraft, mit deutlichem Abstand vor der oppositionellen, aus der Bürgerrechtsbewegung hervorgegangenen Union der Demokratischen Kräfte (SDS). Andrei Lukanow von der BSP blieb daraufhin zunächst Regierungschef, musste aber nach Massenprotesten und einem Generalstreik im Dezember 1990 zurücktreten. In der folgenden Regierung des Parteilosen Dimitar Popow stellte die BSP einen stellvertretenden Ministerpräsidenten und sechs Minister.
Zur Parlamentswahl im Oktober 1991, der ersten regulären Wahl nach Inkrafttreten der neuen Verfassung der Republik Bulgarien, ging die BSP ein Wahlbündnis mit mehreren Kleinparteien ein, darunter die ultranationalistische Vaterländische Partei der Arbeit (OPT). Das Bündnis kam mit 33,1 % der Stimmen und 106 der 240 Sitze in der Nationalversammlung auf den zweiten Platz hinter der SDS. Die BPS ging daraufhin in die Opposition gegen die Regierung von Filip Dimitrow. Schan Widenow löste im Dezember 1991 Alexandar Lilow als Parteivorsitzenden ab. Auch bei der Präsidentschaftswahl im Januar 1992 unterlag der BSP-Kandidat Welko Walkanow im zweiten Wahlgang gegen den früheren Dissidenten Schelju Schelew von der SDS.
Die Union der Demokratischen Kräfte verfügte jedoch nicht über eine eigene Parlamentsmehrheit und war auf Tolerierung durch die Partei der türkischen Minderheit DPS angewiesen. Als diese der Regierung die Unterstützung entzog, musste Ministerpräsident Dimitrow Ende 1992 zurücktreten. Die neue Regierung des Parteilosen Ljuben Berow stützte sich im Parlament auf BSP und DPS. Die Unterstützung der BSP für Berows Reformpolitik war jedoch halbherzig, insbesondere, wenn sie die Interessen ihrer vorwiegend ländlichen Klientel gefährdet sah. Der reformorientierte, sozialdemokratische DEMOS-Flügel (Bewegung für Demokratischen Sozialismus), geführt von Alexandar Tomow verließ im Mai 1993 die BSP aus Enttäuschung über die mangelnde Reformierbarkeit der Partei. Im September 1994 stürzte schließlich auch die Regierung Berow und es kam im Dezember desselben Jahres zu vorgezogenen Neuwahlen.

## Regierung von Schan Widenow (1995–1997) und Opposition
Das BSP-geführte Bündnis „Demokratische Linke“ gewann die Parlamentswahl im Dezember 1994 mit 43,5 % der Stimmen und hatte mit 125 der 240 Parlamentssitze auch eine eigene Mehrheit. Der BSP-Vorsitzende Schan Widenow wurde Ministerpräsident. Im Frühjahr 1996 kam es infolge der hohen Staatsverschuldung zu einer schweren Wirtschaftskrise. Banken brachen praktisch über Nacht zusammen, der Staat geriet in Zahlungsschwierigkeiten gegenüber seinen ausländischen Kreditgebern. Eine Hyperinflation und Massenproteste und -blockaden des Landes Ende 1996 und Anfang 1997 waren die Folge.
In der Hoffnung auf Unterstützung von Weltbank und IWF verabschiedete die sozialistische Regierung ein Strukturprogramm. 134 Staatsbetriebe sollten geschlossen werden, durch Steuervergünstigungen versuchte man – vor allem ausländische – Investoren anzulocken.

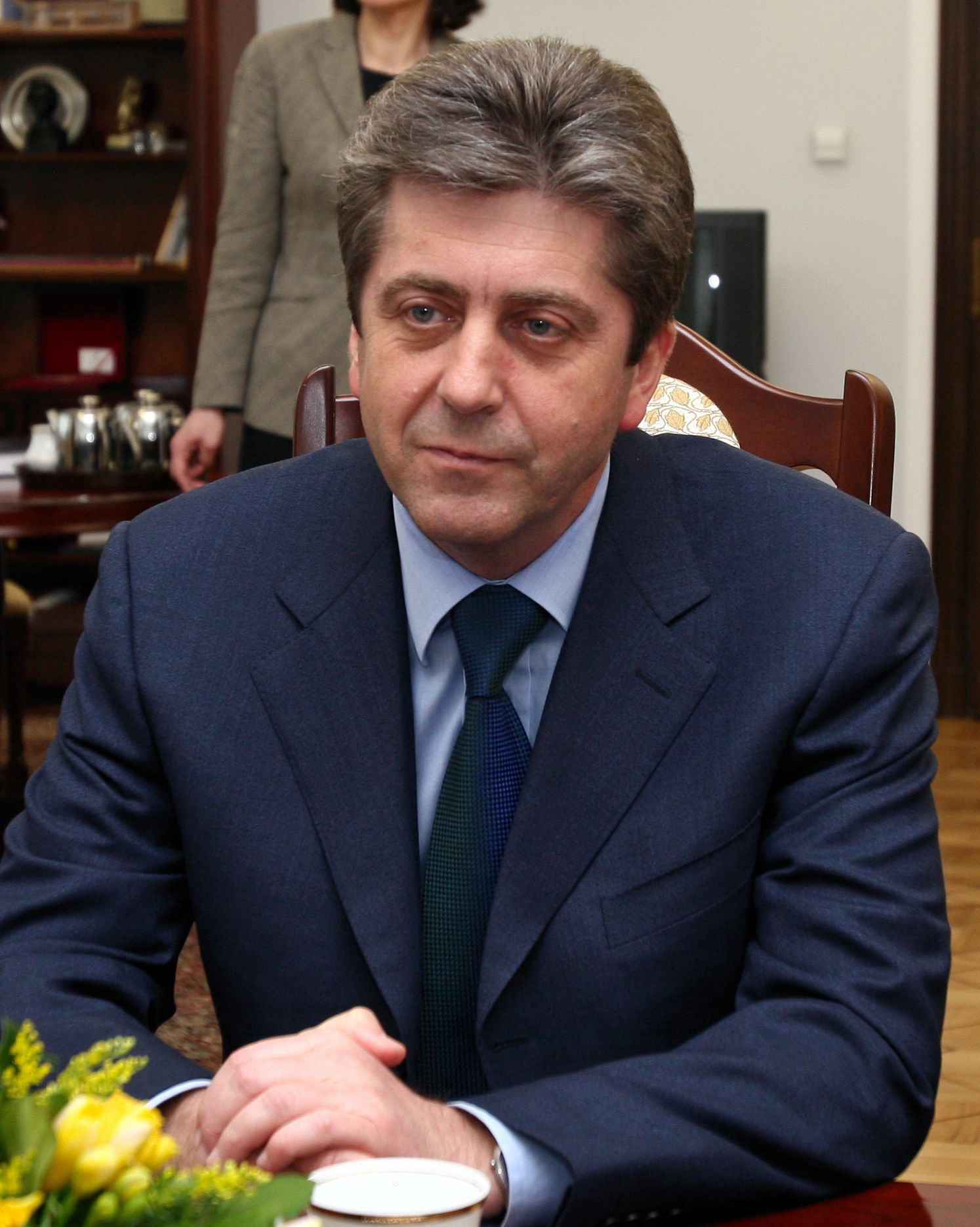
Georgi Parwanow (2008)

Bei der Präsidentschaftswahl 1996 unterlag der BSP-Kandidat Iwan Marazow mit 40 % im zweiten Wahlgang deutlich gegen Petar Stojanow von der SDS. Am 22. Dezember 1996 trat Schan Widenow als Parteivorsitzender zurück, ihm folgte Georgi Parwanow, Widenow blieb aber zunächst Ministerpräsident. Nach einem Generalstreik und Proteststurm auf das Parlamentsgebäude am 10. Januar 1997 versuchte die BSP mit ihren Koalitionspartner eine neue Regierung unter dem bisherigen Innenminister Nikolaj Dobrew zu bilden. Der neue Staatspräsident Petar Stojanow lehnte das allerdings ab und setzte stattdessen den damaligen Sofioter Bürgermeister Stefan Sofijanski als Übergangspremier bis zur vorgezogenen Neuwahl im April 1997 ein. Bei dieser halbierte sich der Stimmenanteil der „Demokratischen Linken“ auf 22,1 %, das BSP-geführte Bündnis verlor mehr als die Hälfte seiner Sitze. Dagegen gewannen das SDS-geführten Vereinigten Demokratischen Kräfte unter Iwan Kostow eine absolute Mehrheit. Die BSP ging wieder in die Opposition.
Bei den Parlamentswahlen 2001 war die BSP Teil des Bündnisses Koalition für Bulgarien, das nur noch 17,1 % der Stimmen und	48 von 240 Sitzen bekam. Sie blieb in der Opposition gegen die neue Regierung von Simeon Sakskoburggotski. Einen Erfolg für die BSP brachte jedoch die Präsidentschaftswahl 2002, die Georgi Parwanow mit 54,1 % im zweiten Wahlgang gegen Amtsinhaber Petar Stojanow. Die BSP wurde 2003 als Vollmitglied in die Sozialistische Internationale aufgenommen.

## Regierungsbeteiligung unter Sergei Stanischew (2005–2009)

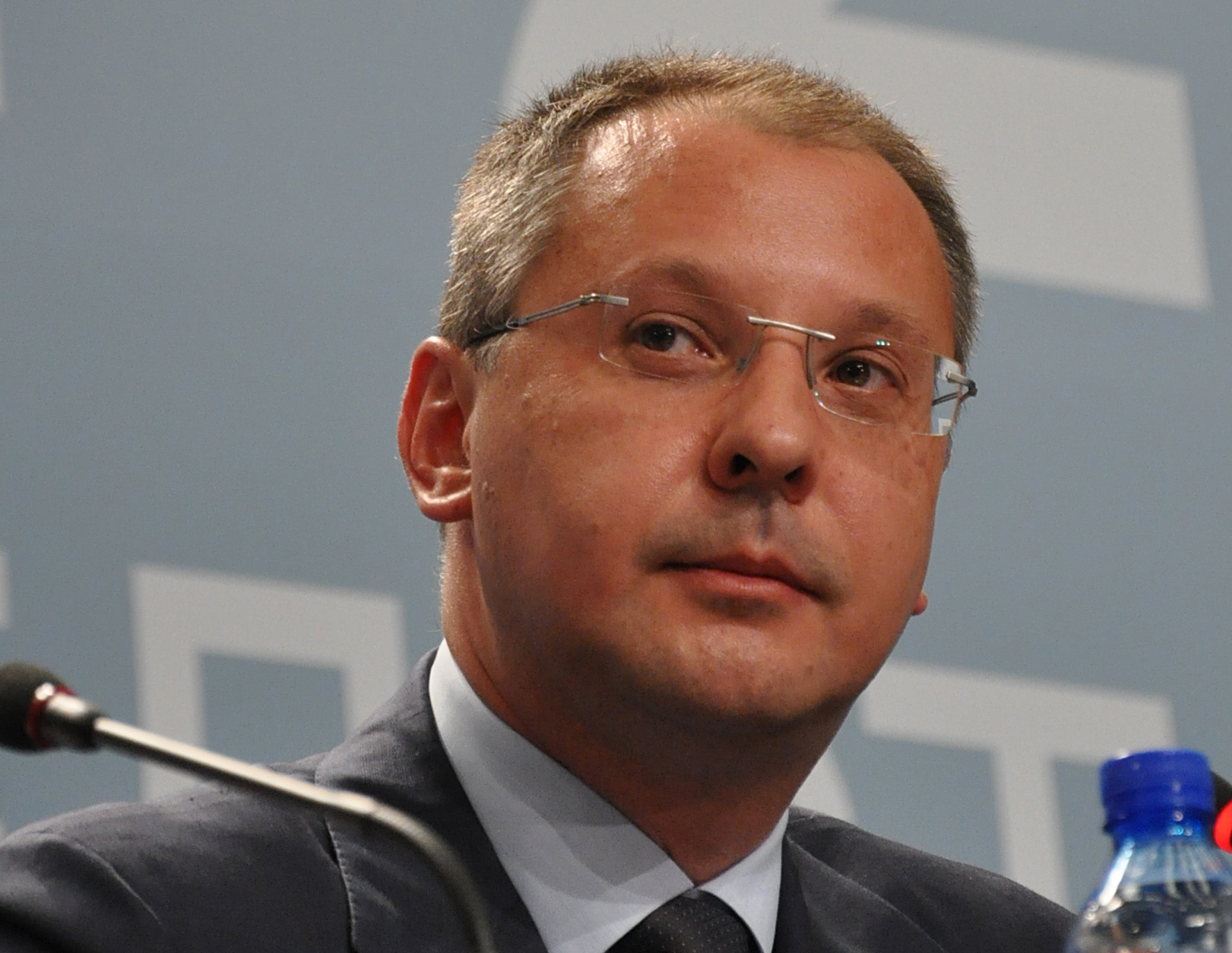
Sergei Stanischew (2009)

Bei den Wahlen am 25. Juni 2005 war die BSP-geführte Koalition für Bulgarien mit 31 % der Stimmen und 82 Sitzen stärkste Kraft, aber ohne eigene Mehrheit. Sergei Stanischew wurde mit einer Dreierkoalition aus BSP, der NDSW des bisherigen Ministerpräsidenten Simeon Sakskoburggotski und der „Türkenpartei“ DPS neuer Ministerpräsidenten.
Der von den Sozialisten unter Sergei Stanischew geführten Drei-Parteien-Koalition wurde nach einem Geldstopp aus Brüssel ein Scheitern bei der EU-Politik sowie Korruption, eine unzureichende Bekämpfung der Mafia und das Fehlen einer angemessenen Jugendpolitik vorgeworfen. Sie ist die bulgarische Regierung, die am wenigsten über das Vertrauen bei der Bevölkerung verfügte. Anfang 2009 schenkten ihr nur noch 15 % der Bulgaren Vertrauen, während 76 % gegen sie waren.
2009 verlor die Bulgarische Sozialistische Partei die Parlamentswahlen. Sie bekam dabei fast 200.000 Stimmen weniger, als bei der Parlamentswahl 1997 die Regierung Widenow abgewählt wurde. Laut zwei ehemaligen Ministern Stanischews, Rumen Owtscharow und Wessela Letschewa, ist die verlorene Wahl auf die zu große Nähe der Sozialisten zu der Partei DPS zurückzuführen, der Korruption in großem Maße vorgeworfen wurde.
Im November 2010 stellte der damals amtierende Präsident und ehemalige Parteichef der BSP Georgi Parwanow die Gründung einer eigenen Partei in Aussicht, womit sich ein weiterer Teil der Parteimitglieder abzuspalten drohte. Diese Pläne  wurden nach dem Ende seiner Amtszeit nicht weiter verfolgt.

## Regierungsbeteiligung unter Plamen Orescharski (2013–2014)
Bereits im Wahlkampf zu den vorgezogenen Parlamentswahlen 2013 lancierte Stanischew eine Expertenregierung unter Plamen Orescharski. Obwohl die GERB-Partei die Wahl gewann, verfehlte sie eine Mehrheit im Parlament und gab das Regierungsmandat zurück. Die BSP bekam somit als zweitstärkste Fraktion im Parlament das Mandat und konnte mit der Unterstützung der fremdenfeindlichen Ataka-Partei und der Partei der türkischen Minderheit Bewegung für Rechte und Freiheiten (DPS) die Regierung Orescharski stellen. Bereits in der zweiten Woche der Amtszeit kam es zu landesweiten Protesten wegen der Besetzung wichtiger Staatsposten durch politische Figuren der Parteien DPS und BSP aus der Regierung Stanischew und des Brechens von Wahlversprechen. Als das Gesetz für den bulgarischen Geheimdienst DANS der Ernennung des umstrittenen Medienmoguls und Bankierssohn Deljan Peewski „zurechtgeschnitten“ wurde und Peewski vom Parlament in einer Eilabstimmung, noch vor einem drohenden Gesetzes-Veto des bulgarischen Präsidenten Rossen Plewneliew, zum Geheimdienstchef ernannt wurde, verlor Orescharski den Rückhalt in der Bevölkerung und das Vertrauen Plewneliews.

## Nach 2014
Die BSP initiierte eine erfolgreiche Kampagne gegen die Ratifizierung der Istanbul-Konvention (Übereinkommen des Europarats zur Verhütung und Bekämpfung von Gewalt gegen Frauen und häuslicher Gewalt).

## Liste der Parteivorsitzenden nach 1990
- Alexandar Lilow (1990–1991)
- Schan Widenow (1991–1996)
- Georgi Parwanow (1996–2001)
- Sergei Stanischew (2001–2014)
- Michail Mikow (2014–2016)
- Kornelija Ninowa (2016–2024)
- Atanas Safirow (seit 2024)[13]